# منتخب تونغا لاتحاد الرغبي للسيدات
منتخب تونغا لاتحاد الرغبي للسيدات هو ممثل تونغا الرسمي في المنافسات الدولية في اتحاد الرغبي .